# Рудолф од Рајнфелдена
Рудолф од Рајнфелдена (1025 - Мерзебург, 15. октобар 1080) је био војвода Швабије. Био је син Куна од Рајнфелдена. У почетку је био следбеник свог зета, салијског цара Хенрија IV, који је изабран за немачког антикраља 1077.
означио је избијање Велике саксонске побуне и прву фазу отвореног сукоба у Инвеститурној Контроверзи између цара и папства. Након низа оружаних сукоба, Рудолф је подлегао повредама након што су његове снаге победиле Хенријеве у бици на Елстеру.